# Georg Rackwitz
Georg Rackwitz (Lebensdaten unbekannt) war ein deutscher Fußballspieler.

## Karriere

### Vereine
Rackwitz gehörte dem Halleschen FC Wacker an, für den er in den vom Verband Mitteldeutscher Ballspiel-Vereine ausgetragenen Meisterschaften zunächst im Gau, dann im Kreis Saale als Stürmer Punktspiele bestritt. Während seiner Vereinszugehörigkeit gewann er einmal die Meisterschaft im Gau Saale und zweimal im Kreis Saale. In den sich jeweils anschließenden Endrunden um die Mitteldeutsche Meisterschaft, ging er mit seiner Mannschaft lediglich in der Saison 1920/21 als Meister hervor. Von den sieben teilnehmenden Kreismeistern setzte sich seine Mannschaft nach sechs gespielten Begegnungen als Mitteldeutscher Meister durch. In der sich anschließenden Endrunde um die Deutsche Meisterschaft bestritt er das am 22. Mai 1921 im Breslauer Sportpark Grüneiche ausgetragene Viertelfinale gegen die Vereinigten Breslauer Sportfreunde, das mit 2:1 gewonnen wurde. Das eine Woche später im Stadion am Zoo in Halle an der Saale gegen den 1. FC Nürnberg (und späteren Deutschen Meister) ausgetragene Halbfinale wurde hingegen mit 1:5 recht deutlich verloren.

### Auswahlmannschaft
Als Spieler der Auswahlmannschaft des Verbandes Mitteldeutscher Ballspiel-Vereine nahm er an der sechsten Auflage des Wettbewerbs um den Kronprinzenpokal teil. Nach Siegen im Viertel- und Halbfinale am 12. Oktober und 9. November 1913 mit 2:1 und 2:1 n. V. über die Auswahlmannschaften des Südostdeutschen Fußball-Verbandes und des Verbandes Süddeutscher Fußball-Vereine erreichte seine Auswahlmannschaft das Finale. Die am 22. Februar 1914 im Deutschen Stadion in Berlin vor 15.000 Zuschauern ausgetragene Begegnung mit der Auswahlmannschaft des Norddeutschen Fußball-Verbandes endete mit der 1:2-Niederlage seiner Auswahlmannschaft.

## Erfolge
- Mitteldeutscher Meister 1921
- Kreismeister Saale 1920, 1921
- Gaumeister Saale 1914